# Ian Clement
Ian Clement (30 augustus 1986) is een Belgische zanger en gitarist die frontman is van de Gentse stonerrockband Wallace Vanborn.
In 2013 bracht hij het solo-album Drawing Daggers uit dat rustiger was dan zijn werk bij Wallace Vanborn. De plaat werd in een periode van zes maanden opgenomen in de Ardennen. Het album werd geproduceerd door Peter Obbels. Clement wordt op het album muzikaal begeleid door Karel De Backer (Novastar, Manngold), Wouter Van Belle, Jon Birdsong (Beck) en Lara Chedraoui (Intergalactic Lovers) en kwam uit op Unday Records.

## Discografie
| Album met hitnotering(en) in de Vlaamse Ultratop 200 albums | Datum van verschijnen | Datum van binnenkomst | Hoogste positie | Aantal weken | Opmerkingen |
| ----------------------------------------------------------- | --------------------- | --------------------- | --------------- | ------------ | ----------- |
| Drawing Daggers                                             | 2013                  | 13-04-2013            | 113             | 4            |             |